# Курутія болівійська
Куру́тія болівійська (Cranioleuca henricae) — вид горобцеподібних птахів родини горнерових (Furnariidae). Ендемік Болівії.

## Опис
Довжина птаха становить 14-15 см, довжина дзьоба 14,3-15,2 мм, довжина хвоста 61-73,4 мм, довжина крила 65,5–69 мм, довжина цівки 18,5–18,6 мм. Голова, крила і хвіст рудувато-коричневі. Шия і спина оливково-коричневі. Над очима білі "брови". Обличчя і нижня частина тіла сірі, нижня частина живота і боки з оливково-зеленим відтінком. Очі карі, дзьоб рожевуватий, лапи зеленувато-жовті.

## Поширення і екологія
Болівійські популяції мешкають в сухих долинах на східних схилах Анд на заході Болівії. Відомі дві популяція, одна з яких мешкає в долині річки Котакахес поблизу Інкізіві, а друга — в долині річки Консата поблизу Сорати. Вони живуть в підліску сухих тропічних лісів, в сухих чагарникових заростях і на плантаціях. Зустрічаються на висоті від 1800 до 3300 м над рівнем моря. Живляться комахами, яких шукають на деревах на висоті від 1 до 4 м над землею.

## Збереження
МСОП класифікує цей вид як вразливий. За оцінками дослідників, популяція болівійських курутій становить близько 1500 птахів. Їм загрожує знищення природного середовища.